# 治療薬物モニタリング
治療薬物モニタリング（ちりょうやくぶつ－,Therapeutic Drug Monitoring, TDM ）とは治療効果や副作用に関する因子をモニタリングしながらそれぞれの患者に個別化した用法・用量を設定すること。多くの場合では、血中濃度を測定し解析した結果と臨床所見から投与計画を行う。ただし、薬物血中濃度と治療効果や副作用との間に関係が認められないような薬物などに関しては、この限りではない。薬物治療モニタリングや薬物血中濃度モニタリングなどともいう。

## TDMの概要
臨床で用いられる薬剤にはそれぞれ製薬会社が治験の結果をもとに定めた固有の用法・用量がある。しかし、たとえ同じ用量の薬剤を投与したとしても、患者により効果が違ってくることがある。これは患者それぞれの体質によるものであり、例えば薬物代謝酵素の活性や基礎疾患の有無、体型、年齢、性別などの因子が絡んでいる。TDMでは、血中濃度が薬効や副作用の発現と相関がみられる薬物については、血中濃度のモニタリングを行い、その結果や臨床所見からより適切な血中濃度となるように薬物動態学的な解析をふまえて用法・用量を調節していく。さらに、血中濃度などのモニタリングにより、患者がきちんと薬を飲んでいるか（服薬コンプライアンスを遵守しているか、アドヒアランスが良好であるか）を判断できるため、よりコンプライアンスが向上するような計画を作成することができる。このように薬物血中濃度は薬物の投与設計を行うにあたって非常に重要な情報を提供するが、薬物に対する反応性は個人により異なるため文献に記載されている血中濃度範囲だけにとらわれ過ぎることのないようにデータの評価をしていかなければならない。血中濃度を実際に測定するに当たっては薬剤師が行う場合や業者に委託する場合などがあり、施設により事情が異なる。

## TDM対象薬物
TDMを行うには経済的な負担や採血時の苦痛を伴うため、TDMは必ずしもすべての薬剤に対して行うものではない。日本では1980年にリチウムのTDMが保険適応となったのをはじめとして、以下のような条件に適合する薬物がTDMの対象とされている。
1. 治療血中濃度範囲が狭く、副作用発現域と近接している。
最大耐用量/最小有効量の値を治療係数と称するが、治療係数が大きいほど治療濃度域が広く安全な薬物であると言える。治療係数が10以下の薬物は安全性が低く、TDMの対象となる。
2. 薬物の体内動態に個人差が大きい。
薬物代謝酵素の活性や肝・腎疾患、他の薬物との相互作用などの影響により同じ用量を投与しても個人(個体)によって血中濃度が大きく異なる場合がある。このような場合には血中濃度を適正な領域に保つためにTDMを行い、用量・用法を個別に設計する必要がある。
3. 血中濃度と薬効・副作用の発現に相関がある。
4. 血中濃度依存的に生じる副作用が重篤である。
5. 体内動態が非線形を示す。
投与量と血中濃度が比例関係にない薬物を体内動態が非線形であるという表現をする。例えばフェニトインは非線形を示す代表的な薬剤であり、臨床的な用量の投与で薬物代謝酵素の飽和現象が生じるため、一定以上の用量で血中濃度が急激に上昇する。フェニトインは薬物代謝酵素P450の一種であるCYP2C9やCYP2C19による代謝を受けることが知られているが、これらの酵素には遺伝的な多型が存在する。CYP2C9遺伝子多型でも代表的なものとしてCYP2C9*3があり、野生型(CYP2C9*1)の一塩基多型(SNP)である。このような変異株では血中濃度の上昇が見られるため、ファーマコゲノミクス(PGx)によるテーラーメイド医療が重要になってくる。
6. 服薬コンプライアンスの確認
処方された薬剤を自己管理下で服用している場合、医師の指示通りにきちんと内服をしているか確認する意味でTDMを行うことがある。例えば患者が外来に定期的に通院している場合に、来院時に採血も一緒に行い、TDMが行われる。

TDMを行うべき薬剤の代表的なものとして、強心配糖体や抗てんかん薬、免疫抑制剤、テオフィリン、抗不整脈薬、抗菌薬(アミノグリコシド系、グリコペプチド系)、リチウム製剤等が挙げられる。これらの薬剤のTDMを行った場合の診療報酬として特定薬剤治療管理料があるが、各薬剤ごとに対象となる疾患が指定されている。

## 血中濃度測定の手法
- 分離分析法
  - 高速液体クロマトグラフィー(HPLC)
  - ガスクロマトグラフィー(GC)
- 免疫学的手法
  - 蛍光偏光免疫測定法(FPIA)
  - 酵素免疫測定法(EIA)
  - 放射性免疫測定法(RIA)
- 原子吸光光度法